# Tenis de mesa en los Juegos Mediterráneos de 2009
El torneo de tenis de mesa en los Juegos Mediterráneos de 2009 se realizó en el pabellón Palasport Lanciano de la ciudad de Pescara (Italia) entre el 27 y el 1 de julio de 2009.

## Resultados

### Masculino
| Evento             | Oro                                       | Plata                                | Bronce                                        |
| ------------------ | ----------------------------------------- | ------------------------------------ | --------------------------------------------- |
| Individual (01.07) | Panagiotis Gkionis · Grecia               | Andrej Gaćina · Croacia              | Carlos Machado Sobrados · España              |
| Dobles (01.07)     | Emmanuel Lebesson Adrien Mattenet Francia | Roko Tošić · Andrej Gaćina · Croacia | Aleksandar Karakašević Slobodan Grujić Serbia |

### Femenino
| Evento             | Oro                                           | Plata                           | Bronce                                        |
| ------------------ | --------------------------------------------- | ------------------------------- | --------------------------------------------- |
| Individual (01.07) | Melek Hu Turquía                              | Xue Li Francia                  | Aikaterini Ntoulaki · Grecia                  |
| Dobles (01.07)     | Nikoleta Stefanova · Laura Negrisoli · Italia | Carole Grundisch Xue Li Francia | Fang Zhu Jin · Sara Ramírez Bermúdez · España |

## Medallero
| Núm. | País    | Oro | Plata | Bronce | Total |
| ---- | ------- | --- | ----- | ------ | ----- |
| 1    | Francia | 1   | 2     | 0      | 3     |
| 2    | Grecia  | 1   | 0     | 1      | 2     |
| 3    | Italia  | 1   | 0     | 0      | 1     |
| 3    | Turquía | 1   | 0     | 0      | 1     |
| 5    | Croacia | 0   | 2     | 0      | 2     |
| 6    | España  | 0   | 0     | 2      | 2     |
| 7    | Serbia  | 0   | 0     | 1      | 1     |
|      | TOTAL   | 4   | 4     | 4      | 12    |

- Datos: Q6141605